# Resolutie 751 Veiligheidsraad Verenigde Naties
Resolutie 751 van de Veiligheidsraad van de Verenigde Naties werd unaniem aangenomen op 24 april 1992.

## Achtergrond
In 1960 werden de voormalige kolonies Brits Somaliland en Italiaans Somaliland onafhankelijk, waarna ze werden samengevoegd tot de nieuwe staat Somalië. In 1969 greep het leger de macht en werd Somalië een socialistisch-islamitisch land. 
In de jaren 1980 leidde het verzet tegen het totalitair geworden regime tot een burgeroorlog en in 1991 viel het centrale regime. Vanaf dan beheersten verschillende groeperingen elke een deel van het land en enkele delen scheurden zich ook af van Somalië.

## Inhoud
De Veiligheidsraad:
- overweegt het verzoek van Somalië om de situatie in Somalië te overwegen;
- bevestigt de resoluties 733 en 746;
- neemt nota van de ondertekening van een staakt-het-vuren in Mogadishu op 3 maart en het akkoord over een VN-waarnemingsmissie hiervoor;
- neemt ook nota van het akkoord over de mechanismen van de waarnemingen en voor de verdeling van hulpgoederen;
- is ontzet over de omvang van het menselijk lijden en bezorgd dat de situatie de wereldvrede bedreigt;
- erkent het belang van samenwerking tussen de VN en regionale organisatie;
- benadrukt het belang van de humanitaire hulp die internationale organisaties onder moeilijke omstandigheden leveren;
- waardeert de medewerking van regionale organisaties, waaronder de Organisatie van Afrikaanse Eenheid (OAE), de Arabische Liga (AL) en de Organisatie van de Islamitische Conferentie (OIC);

1. waardeert het rapport;
2. besluit om een VN-operatie op te richten in Somalië;
3. vraagt de secretaris-generaal onmiddellijk 50 waarnemers te sturen;
4. is ook akkoord met het sturen van een VN-Veiligheidsmacht;
5. vraagt de secretaris-generaal zijn consultaties in dit verband voort te zetten en verdere aanbevelingen te doen;
6. verwelkomt de beslissing van de Secretaris-generaal om een Speciale Vertegenwoordiger voor Somalië aan te stellen;
7. vraagt de secretaris-generaal ook mee te werken aan een staakt-het-vuren;
8. verwelkomt de samenwerking met de AL, de OAE en de IC;
9. roept alle partijen op om het geweld te stoppen en het staakt-het-vuren na te leven;
10. Roept de Secretaris-generaal op zijn consultaties met alle partijen voort te zetten om een conferentie voor nationale verzoening en eenheid op touw te zetten;
11. beslist een Comité op te richten om:
a. van alle landen informatie te bekomen over hun maatregelen om het wapenembargo op te leggen;
b. informatie over schendingen ervan te overwegen;
c. maatregelen tegen die schendingen voor te stellen;
12. waardeerde de humanitaire inspanningen van de VN, de gespecialiseerde organisaties en internationale organisaties;
13. roept de internationale gemeenschap op het 90-dagenplan voor noodhulp financieel en anders te steunen;
14. roept alle partijen op om de veiligheid en bewegingsvrijheid van het team en het personeel van hulporganisaties te respecteren;
15. roept alle partijen op om mee te werken met de Secretaris-generaal aan de uitvoering van deze resolutie;
16. besluit om op de hoogte te blijven totdat er een vreedzame oplossing is bereikt.

## Verwante resoluties
- Resolutie 733 Veiligheidsraad Verenigde Naties
- Resolutie 746 Veiligheidsraad Verenigde Naties
- Resolutie 767 Veiligheidsraad Verenigde Naties
- Resolutie 775 Veiligheidsraad Verenigde Naties

Lijst ·  726 ·  727 ·  728 ·  729 ·  730 ·  731 ·  732 ·  733 ·  734 ·  735 ·  736 ·  737 ·  738 ·  739 ·  740 ·  741 ·  742 ·  743 ·  744 ·  745 ·  746 ·  747 ·  748 ·  749 ·  750 ·  751 ·  752 ·  753 ·  754 ·  755 ·  756 ·  757 ·  758 ·  759 ·  760 ·  761 ·  762 ·  763 ·  764 ·  765 ·  766 ·  767 ·  768 ·  769 ·  770 ·  771 ·  772 ·  773 ·  774 ·  775 ·  776 ·  777 ·  778 ·  779 ·  780 ·  781 ·  782 ·  783 ·  784 ·  785 ·  786 ·  787 ·  788 ·  789 ·  790 ·  791 ·  792 ·  793 ·  794 ·  795 ·  796 ·  797 ·  798 ·  799